# Muzaffarpur (Distrikt)
Der Distrikt Muzaffarpur (Hindi मुजफ्फरपुर जिला, Urdu ضلع مظفرپور) ist ein Distrikt im indischen Bundesstaat Bihar. Nach Patna und Purba Champaran ist er der bevölkerungsreichste Distrikt in Bihar. Sitz der Verwaltung ist die namensgebende Stadt Muzaffarpur.

## Geografie

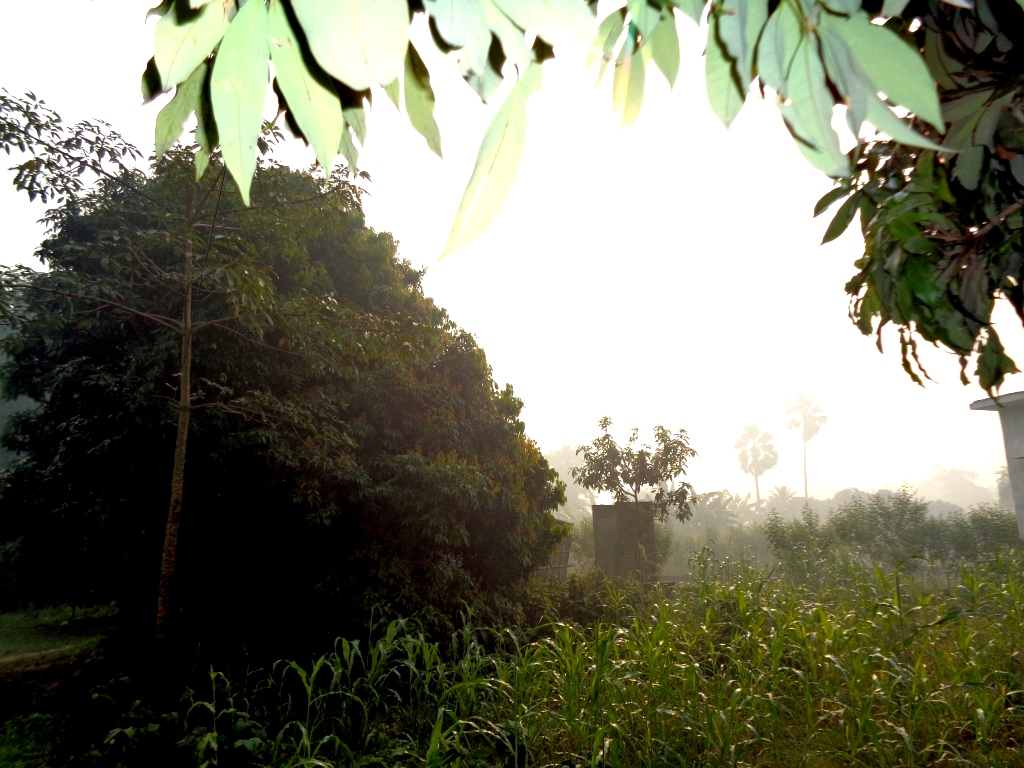
Litschigarten in der Morgendämmerung in Muzaffarpur

Der Distrikt liegt nordwestlich-zentral in Bihar in der Schwemmebene, die vom Ganges und seinen Nebenflüssen gebildet wird. Die westliche Distriktgrenze wird vom Fluss Gandak gebildet, der hier Richtung Südosten fließt. Bedingt durch die flache Topografie und die zahlreichen Fließgewässer, die während der Monsunzeit häufig über die Ufer treten, kam es in der Vergangenheit zu häufigen Überschwemmungen, die oft schwere Schäden anrichteten. Auf der anderen Seite bietet das Schwemmland einen äußerst fruchtbaren Ackerboden, der mehrere Ernten pro Jahr erlaubt. Der Waldanteil ist bedingt durch die kontinuierliche Abholzung und intensive Landwirtschaft sehr gering (nach dem indischen Forstbericht 2019 5,1 %).
Die angrenzenden Distrikte sind Darbhanga im Osten, Samastipur im Südosten, Vaishali im Süden, Saran im Westen, sowie Purba Champaran, Sheohar und Sitamarhi im Norden.

## Geschichte
Der Distrikt trägt seinen Namen nach der Distrikthauptstadt Muzaffarpur, die im 18. Jahrhundert von Muzaffar Khan, einem Steuereintreiber der Britischen Ostindien-Kompanie, gegründet wurde.
Nach der Schlacht bei Buxar 1764 kam Bihar unter die Herrschaft der Britischen Ostindien-Kompanie. Die Kompanie richtete hier den Verwaltungsdistrikt Tirhut ein. In den Anfangsjahrzehnten war der Distrikt durch die regelmäßigen Konflikte mit den Gurkhas in Nepal beeinträchtigt, die erst nach dem Ende des anglo-nepalesischen Krieges 1816 endeten. Am 1. Januar 1875 wurde der Distrikt Tirhut in die beiden neuen Distrikte Muzaffarpur (bestehend aus den Subdivisionen Muzaffarpur, Hádjipur und Sitámarhí) und Darbhangah (Subdivisionen Darbhangah, Madhubani, Tájpur) aufgeteilt. Die Fläche des Distrikts Muzaffarpur umfasste nach offizieller Statistik 2969 Quadratmeilen (7690 km²). Die Distriktgrenzen änderten sich seither auch nach der Unabhängigkeit Indiens 1947 wohl nicht mehr wesentlich (der Zensus 1961 gab 3.018 mi² für die Distriktfläche an), bis am 2. Oktober 1972 der Distrikt Vaishali und am 11. Dezember 1972 der Distrikt Sitamarhi aus Teilen Muzzafarpurs neu gebildet wurden.
Am 15. Januar 1934 richtete ein Erdbeben schwere Schäden an.

## Bevölkerung
Die Einwohnerzahl lag bei der Volkszählung 2011 bei 4.801.062. Die Bevölkerungswachstumsrate in der Dekade von 2001 bis 2011 war mit 28,14 % sehr hoch. Muzaffarpur hatte ein Geschlechterverhältnis von 900 Frauen pro 1000 Männer und damit einen Männerüberschuss. Die Alphabetisierungsrate lag im Jahr 2011 bei 63,43 %, eine Steigerung um knapp 15 Prozentpunkte gegenüber dem Jahr 2001. Die Alphabetisierung lag damit über dem Durchschnitt von Bihar (61,8 %) aber unter dem nationalen Durchschnitt (74,0 %). 84 % der Bevölkerung waren Hindus und 15,7 % Muslime. Im Distrikt ist die Sprache Bhojpuri verbreitet.
Knapp 7,9 % der Bevölkerung lebten 2011 in Städten. Die größte Stadt des Distrikts war Muzaffarpur mit 126.158 Einwohnern.

## Wirtschaft
Industrie gibt es vor allem in der Stadt Muzaffarpur, darunter eine chemisch-pharmazeutische Fabrik des staatlichen Unternehmens Indian Drugs and Pharmaceuticals (IDPL) mit Produktionsstätte für organisch-chemische Grundchemikalien sowie Makrolid-Antibiotika. Das früher bedeutende Waggonwerk der staatlichen Bharat Wagon and Engineering wurde 2017 geschlossen. Die ländlichen Regionen werden stark von der Landwirtschaft dominiert. Angebaut werden vor allem Reis, Weizen und Mais, sowie an Früchten Bananen, Mangos und Litschis.

## Besonderheiten

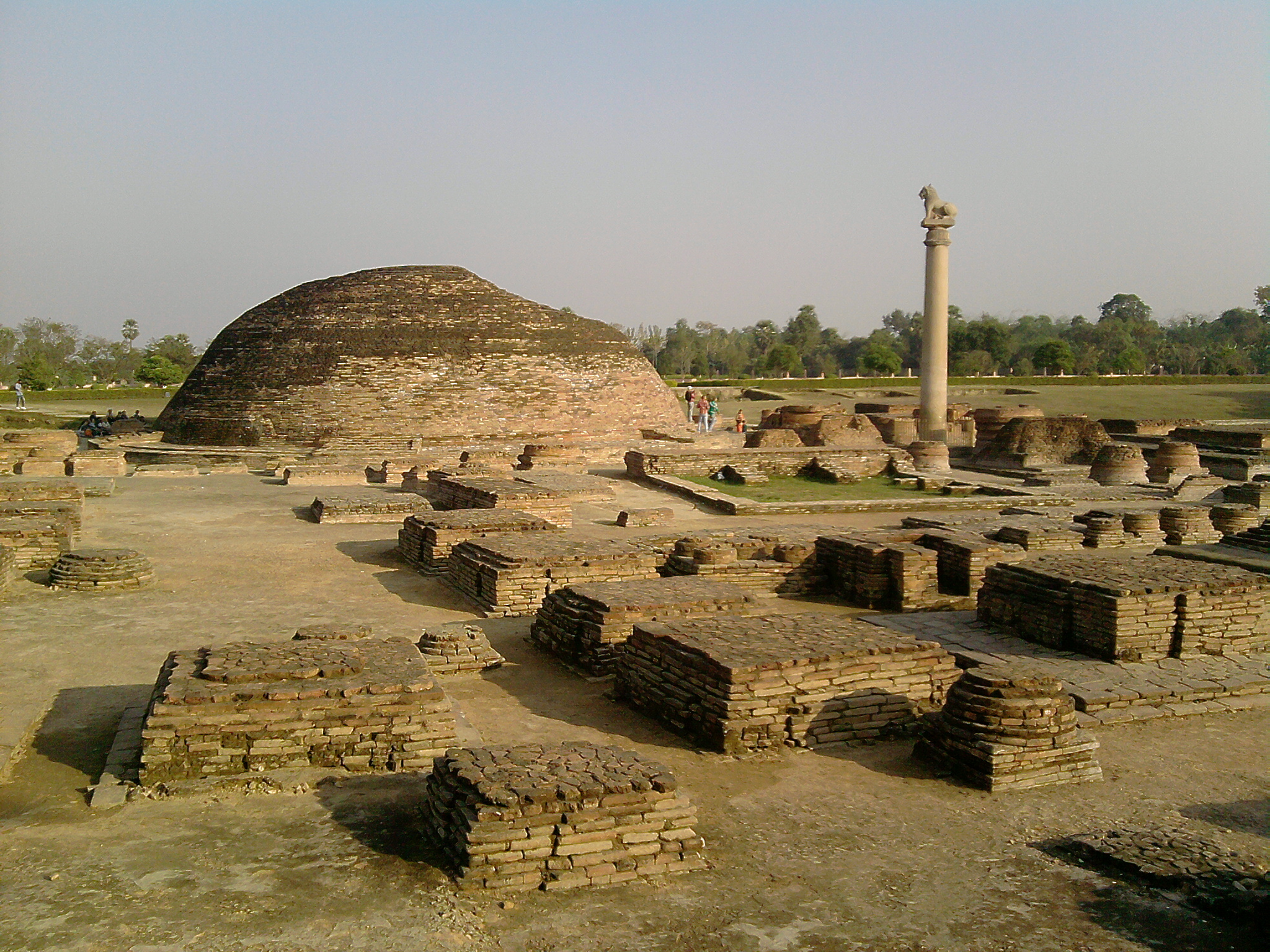
Ruinenstätte von Kolhua

Ein bedeutendes archäologisches Zeugnis für die buddhistische Vergangenheit der Gegend ist die Ruinenstätte von Kolhua mit der Ananda-Stupa und einer von Ashoka errichteten Sandsteinsäule mit Löwenkapitell ().